# Zhong Qixin

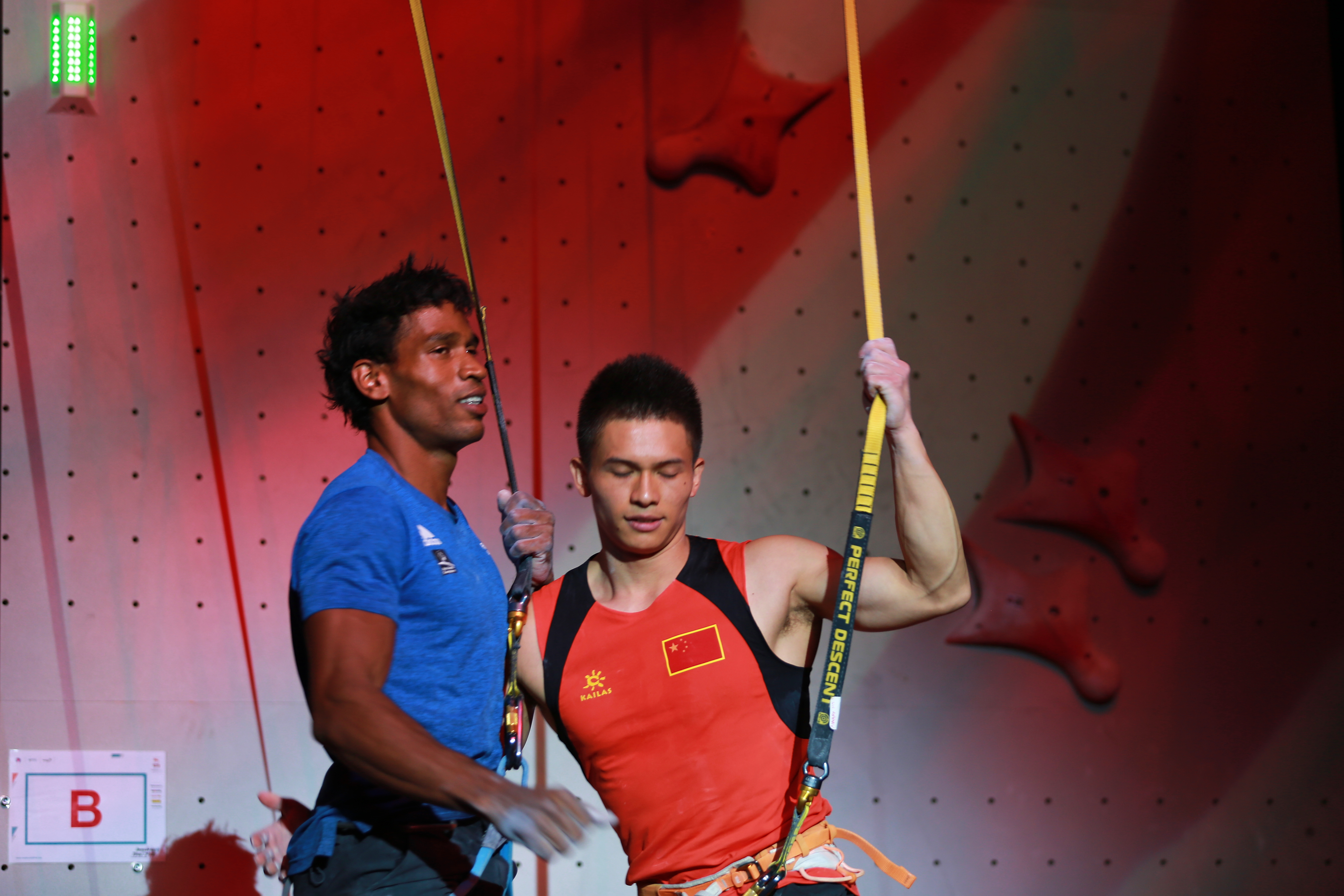
MŚ 2018 Innsbruck. Zhong Qixin przed startem z Bassa Mawem w ½ duelu.

Zhong Qixin (chiń. upr. 钟齐鑫; pinyin Zhōng Qíxīn; ur. 7 kwietnia 1989 roku w Pekinie) – chiński wspinacz sportowy, specjalizujący się we wspinaczce na czas. Mistrz świata, wielokrotny rekordzista w szybkości wspinania się na standardowej ścianie wspinaczkowej o wysokości 15 m.

## Kariera sportowa
Zaczął brać udział w międzynarodowych zawodach wspinaczkowych w 2006 roku mając niespełna siedemnaście lat. W  następnym roku, w 2007 w Avilés zdobył po raz pierwszy mistrzostwo świata we wspinaczce na czas. Złote medale wygrywał an kolejnych trzech edycjach w 2009, 2011 i 2012. W 2019 podczas mistrzostw świata w japońskim Hachiōji zajął 8. miejsce w konkurencji na czas, a we wspinaczce łącznej był sklasyfikowany na 35. miejscu, które nie zapewniało mu awansu na igrzyska olimpijskie w 2020 we wspinaczce sportowej.
Na zawodach World Games w 2009 w tajwańskim Kaohsiungu zdobył złoty, a w 2013 w kolumbijskim Cali brązowy medal.
W 2018 roku w Dżakarcie podczas igrzysk azjatyckich zdobył srebrny medal. Trzykrotny  mistrz Azji; 2007, 2008 i w 2013 roku.
Podczas kariery sportowej kilkakrotnie poprawiał rekord świata w prędkości pokonywania 15-metrowej ściany;
ściany wspinaczkowe są standardowe o wysokości 15 m, kącie pochylenia do 15°, znormalizowanie dróg wspinaczkowych umożliwiają pomiary czasu podczas ustanawiania rekordu szybkości (aktualnie, czasy podczas zawodów mierzy się z dokładnością do 0,001 s);
Rekordy świata
- 6,26 – Mistrzostwa Świata we Wspinaczce Sportowej 2011 – Arco (ITA) – 23 lipca 2011[4]
- 6,40 – Puchar świata we wspinaczce sportowej 2010 – Huaji (CHN) – 29 października 2010
- 6,47 – Rock Master 2010 – Arco (ITA) – 16 lipca 2010
- 6,64 – Mistrzostwa Świata we Wspinaczce Sportowej 2009 – Szanghaj (CHN) – 30 czerwca 2009
- 7,22 – Puchar świata we wspinaczce sportowej  2009 – Trydent (ITA) – 25 kwietnia 2009
- 7,35 – Puchar świata we wspinaczce sportowej 2008 – Szanghaj (CHN) – 28 czerwca 2008

## Osiągnięcia

### Mistrzostwa świata
| Konkurencje       | 2007 | 2009 | 2011 | 2012 | 2014 | 2016 | 2018 | 2019 |
| ----------------- | ---- | ---- | ---- | ---- | ---- | ---- | ---- | ---- |
| Bouldering        | —    | —    | 53   | —    | —    | —    | —    | 67   |
| Prowadzenie       | —    | —    | —    | —    | —    | —    | —    | 94   |
| Wsp. na czas      | 1    | 1    | 1    | 1    | 12   | 14   | 4    | 8    |
| Wspinaczka łączna | —    | —    | —    | —    | —    | —    | —    | 35   |

### World Games
| Konkurencje        | 2009 | 2013 |
| Wspinaczka na czas | 1    | 3    |

### Igrzyska azjatyckie
| Konkurencje  | 2018 |
| Wsp. na czas | 2    |

### Plażowe igrzyska azjatyckie
| Konkurencje      | 2012 | 2014 |
| Wsp. na czas     | 1    | 2    |
| Sztafeta na czas | 2    | —    |

## Mistrzostwa Azji
| Konkurencje        | 2007 | 2008 | 2013 | 2015 | 2017 | 2019 |
| ------------------ | ---- | ---- | ---- | ---- | ---- | ---- |
| Bouldering         | —    | —    | 12   | —    | —    | —    |
| Prowadzenie        | 23   | —    | —    | —    | —    |      |
| Wspinaczka na czas | 1    | 1    | 1    | 9    | 2    | 12   |

### Rock Master
| Konkurencje        | 2008 | 2010 | 2013 | 2014 | 2017 |
| Wspinaczka na czas | 3    | 3    | 2    | 16   | 15   |